# The Ruler's Back
The Ruler's Back è il secondo album del rapper statunitense Slick Rick, pubblicato il 2 luglio 1991. Prodotto da Vance Wright, Mr. Lee e lo stesso Slick Rick, il disco e i video musicali sono stati velocemente registrati e filmati prima che Slick Rick venisse condannato a una pena detentiva di 5 anni.
Al momento della sua uscita, The Ruler's Back ottiene un buon successo nelle classifiche, piazzandosi al ventinovesimo posto della Billboard 200 e al diciottesimo della Top R&B/Hip-Hop Albums. Il singolo I Shouldn't Have Done It raggiunge la seconda posizione nella classifica Hot Rap Songs.
The Ruler's Back riceve recensioni generalmente positive: Entertainment Weekly attribuisce all'album una "B", Rolling Stone gli assegna tre stelle e mezza su cinque, AllMusic invece gli attribuisce quattro stelle su cinque.
| Recensione           | Giudizio |
| -------------------- | -------- |
| AllMusic             | [ 3 ]    |
| Robert Christgau     | A-       |
| Entertainment Weekly | B        |
| Los Angeles Times    | [ 5 ]    |
| Rolling Stone        | [ 2 ]    |

## Tracce
1. King – 6:06 (musica: Slick Rick, Vance Wright)
2. I Shouldn't Have Done It – 4:05 (musica: Vance Wright)
3. Bond – 2:51 (musica: Vance Wright)
4. Moses – 4:03 (musica: Vance Wright, Slick Rick)
5. Tonto – 3:18 (musica: Vance Wright, Slick Rick)
6. Mistakes of a Woman in Love With Other Men – 4:07 (musica: Vance Wright, Slick Rick)
7. Venus – 3:43 (testo: Edward Marshall – musica: Vance Wright)
8. Ship – 3:04 (musica: Vance Wright, Slick Rick)
9. It's a Boy – 3:31 (musica: Vance Wright)
10. Top Cat – 3:24 (musica: Vance Wright, Slick Rick)
11. Runaway – 3:58 (musica: Vance Wright, Slick Rick)
12. Slick Rick - The Ruler (featuring Mr. Lee) – 6:06 (testo: Lee Haggard – musica: Mr. Lee)

## Classifiche

### Classifiche settimanali
| Classifica (1991)         | Posizione massima |
| ------------------------- | ----------------- |
| Stati Uniti               | 29                |
| US Top R&B/Hip-Hop Albums | 18                |

### Classifiche di fine anno
| Classifica (1991)         | Posizione massima |
| ------------------------- | ----------------- |
| US Top R&B/Hip-Hop Albums | 92                |